# 台山 (澳門)

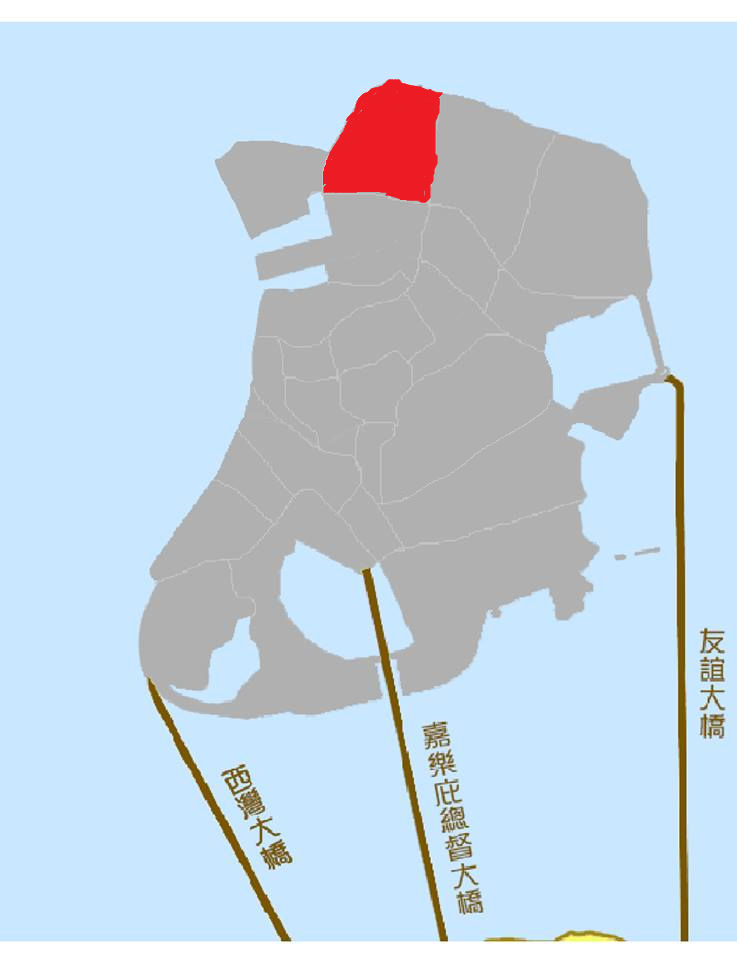
澳門半島上的台山

台山（葡萄牙語：Tamagnini Barbosa/T'oi Sán）位於澳門半島北部，屬於澳門舊區之一，是20世紀20年代的填海區。北接關閘，人口密度較高，生活指數較低，區內物業樓齡普遍較高。

## 簡介
20年代時期，台山區比較遠離市區，最初被政府劃為製造危險品的區域，所有炮竹廠都遷到這裡。其中最大的一家叫台山電光炮廠，有數百工人。1925年，該廠不幸於遷往澳門第15日發生爆炸大火，54人送往鏡湖醫院後傷重死亡，當局連日在災場亦掘出焦屍殘肢，最後證實釀成約150死300餘傷，死傷者多為女工。這一空前慘劇，令市民難以忘懷，以致台山二字也變成該區的地名。此後，澳門政府便令所有炮竹廠一律遷往氹仔，台山改成為貧民木屋區。
1929年台山木屋區又發生大火，木屋全部焚毀。為了安置頓失家園的數百災民，慈善機關籌得款項，1931年在台山建成900多間磚屋，整齊排列成11條街道，廉價租給平民居住，並以澳督巴波沙名字命名為「巴波沙坊」。80年代後期以來，平民屋陸續由新建大廈所取代。原來的石牌坊於1999年重建。

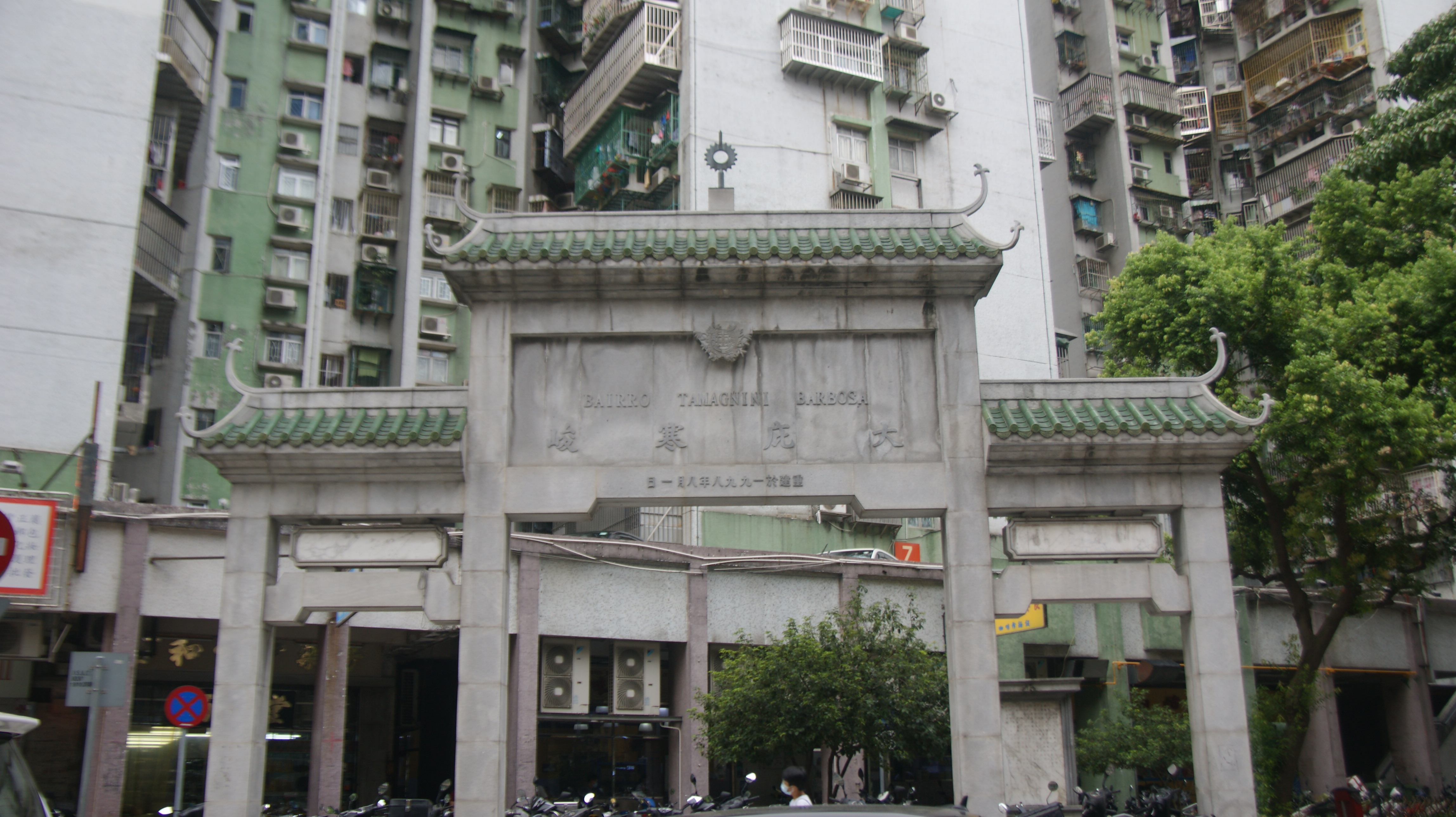
巴波沙紀念牌坊

## 部分著名住宅及屋苑
- 台山社屋
- 澳門大廈
- 新城市花園
- 濠江花園
- 大明閣
- 台山平民大廈

## 重要建築或地點

### 學校
- 鄭觀應公立學校
- 澳門福建學校
- 聖若瑟教區中學第五校
- 化地瑪聖母女子學校
- 澳門工聯職業技術中學
- 菜農子弟學校
- 蓮峰普濟學校

### 政府機構
- 治安警察局─北區警司處
- 治安警察局─北區警司處青洲坊分站
- 衛生局青洲衛生中心

### 市政及文娛設施
- 市政署青洲坊活動中心
- 台山街市
- 巴波沙體育中心
- 台山平民新村休憩區
- 大明閣休憩區

### 紀念建築
- 巴坡沙坊牌坊

## 交通

### 公共巴士總站
- 青洲坊總站
- 牧場街總站

## 衍生問題
由於受COVID-19香港疫情影響，至今粵港兩地，仍然實施出入境管制。而澳門被廣東省政府實施出入境管制，自2020年7月中起，實施免隔離醫學觀察措施。導致大批水貨和水貨客問題浮現，且比疫情爆發前更嚴重。從而引起澳門境內水貨客問題。
隨著政府多個執法部門於關閘一帶打擊水貨客，水貨客轉移陣地改為在台山一帶匿藏進行活動，從而引起了該區治安和衛生等問題。